# Krótki dzień pracy

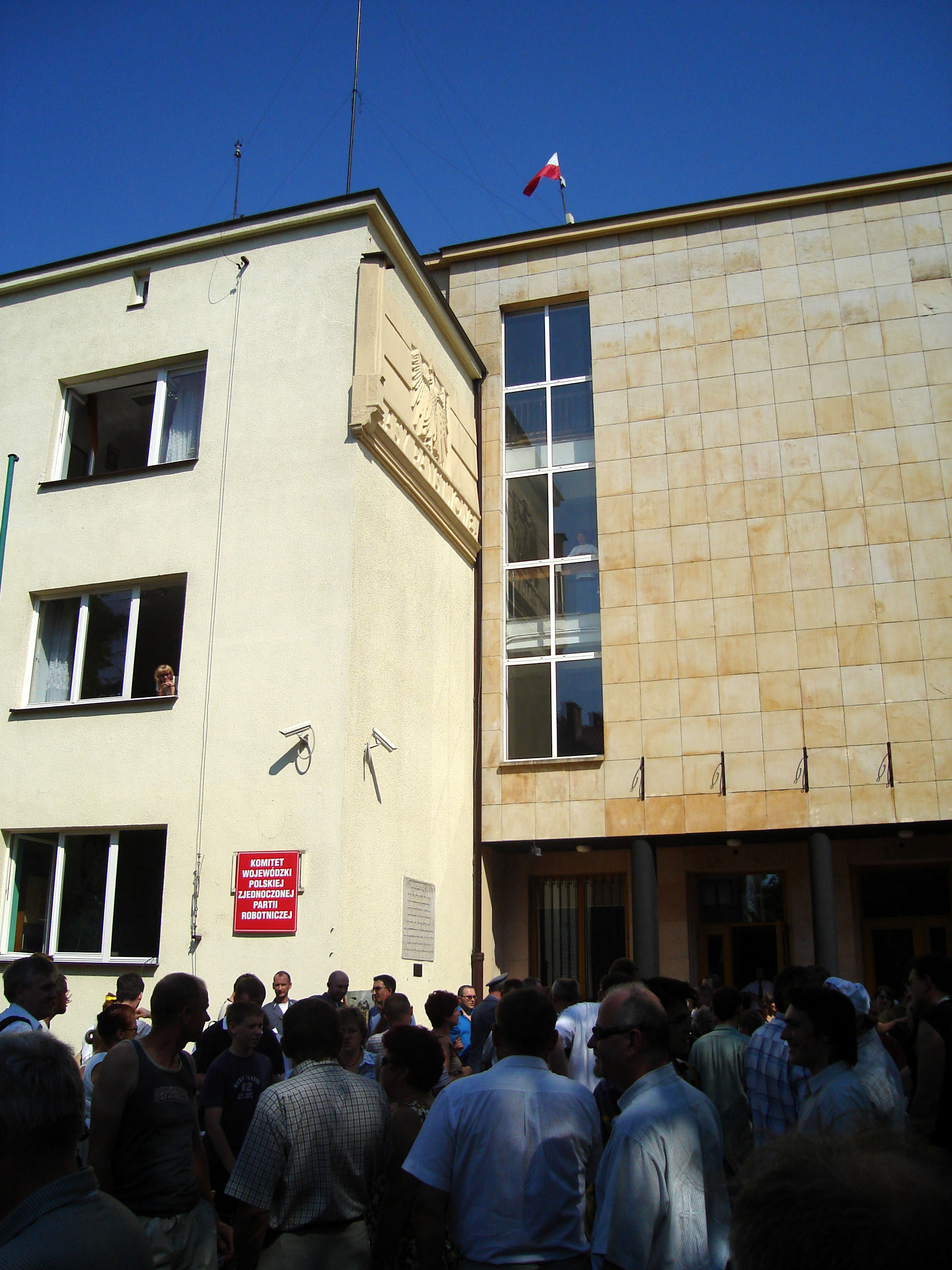
Inscenizacja Wydarzeń Radomskich – 25 czerwca 2006

Krótki dzień pracy – polski, telewizyjny film polityczny w reżyserii Krzysztofa Kieślowskiego. Film opowiada o radomskim Czerwcu '76, widzianym z perspektywy I sekretarza Komitetu Wojewódzkiego PZPR. Sytuacja przedstawiona w filmie jest prawdziwa, ale wszyscy bohaterowie fikcyjni.
Film zrealizowano w 1981, ale swoją oficjalną premierę telewizyjną miał dopiero w 1996. W ciągu tych 15 lat był jednak pokazywany wielokrotnie na pokazach w klubach filmowych i podczas specjalnych seansów.

## Fabuła
I sekretarz KW PZPR przyjeżdża do pracy wczesnym rankiem 25 czerwca 1976. Dzień wcześniej premier Piotr Jaroszewicz ogłosił w Sejmie w imieniu rządu drastyczną podwyżkę cen żywności. Do Komitetu spływają pierwsze informacje z miasta: nie podjęła pracy poranna zmiana Zakładów Metalowych im. gen. „Waltera”, załoga po wiecu wyszła na ulice. Do marszu dołączają pracownicy kolejnych zakładów, instytucji i zwykli ludzie.
Sekretarz próbuje opanować sytuację środkami politycznymi: nakazuje zebrania organizacji partyjnych w zakładach, członkowie PZPR mają namawiać kolegów z pracy do spokoju. Jednak w obdzwanianych kolejnych przedsiębiorstwach już nikogo nie ma. W siedzibie Komitetu zjawia się komendant wojewódzki MO, nakazuje spokój, zapowiada opanowanie protestu przez milicję i wojsko. Napływają kolejne meldunki milicji. Wydaje się, że nikt nie pracuje i wszyscy ruszyli pod Komitet, wyrazić swoje niezadowolenie.
Sekretarz gorączkowo telefonuje do Warszawy. Kolejni rozmówcy zbywają go, wymagają opanowania protestu, nie dając żadnych możliwości negocjacji z tłumem. Sekretarz ma w pamięci wczorajszą reakcję członków egzekutywy partyjnej województwa – nawet oni zaskoczeni byli rozmiarem podwyżek, których dokładny wymiar poznali z tajnych dokumentów dostarczonych z Warszawy. Sekretarz wierzy w robotnicze ideały, stara się zrozumieć powód protestu, ale ma nadzieję, że robotnicy nie dokonają żadnego ataku.
Tłum wdziera się do budynku Komitetu. Sekretarz, nie mogąc doczekać się wiążącej odpowiedzi z Warszawy próbuje grać na zwłokę. Ogłasza przez megafon, że ostateczna decyzja w sprawie podwyżek ma być ogłoszona po południu. 
Film pointują pokazywane w krótkich ujęciach dalsze losy niektórych strajkujących: maltretowanie tzw. „ścieżkami zdrowia”, fasadowe procesy polityczne, na których zapadają drakońskie wyroki, pomoc dla rodzin uwięzionych ze strony samorzutnie organizujących się organizacji społecznych.

## Obsada
- Wacław Ulewicz – sekretarz wojewódzki PZPR w Radomiu
- Lech Grzmociński – komendant milicji
- Tadeusz Bartosik – działacz partyjny próbujący negocjować z tłumem
- Mirosław Siedler – działacz KOR pomagający rodzinom zatrzymanych
- Stefan Paska – strajkujący, później oskarżony w procesie
- Zbigniew Bielski – strajkujący, później działacz „Solidarności”
- Paweł Nowisz – kierowca służbowego auta I sekretarza
- Wojciech Pilarski – sędzia
- Marek Kępiński – sekretarz kancelarii KW w Radomiu
- Eugeniusz Wałaszek – sekretarz KC rekomendujący bohatera na stanowisko sekretarza KW w Radomiu
- Remigiusz Rogacki – wysłannik KC z cennikiem podwyżek
- Michał Szewczyk – kapitan z komendy wojewódzkiej MO

## Informacje dodatkowe
- Pierwowzorem scenariusza był reportaż Hanny Krall pt. Widok z okna na pierwszym piętrze, zamieszczony w „Polityce”.

- W niektórych sekwencjach wykorzystano archiwalne materiały dokumentalne z wydarzeń radomskich. Siedzibę Komitetu Wojewódzkiego PZPR w Radomiu zainscenizowano na tyłach Teatru Wielkiego w Łodzi, na skrzyżowaniu ulic Jaracza i Sterlinga. Film kręcono także w Pabianicach.

- W fabularyzowanych scenach procesu, wśród obserwatorów z KOR na sali sądowej jest m.in. Tadeusz Mazowiecki.

- W jednej ze scen Leon Charewicz jako robotnik stoi za Sekretarzem w Komitecie Wojewódzkim, a w następnym ujęciu widać aktora w tłumie strajkujących, którzy słuchają apelu Sekretarza przed gmachem.

- W głównej roli sekretarza PZPR Hanna Krall widziała Ryszarda Filipskiego:

Proponowałam, żeby sekretarza zagrał Ryszard Filipski. To był okropny człowiek, ale wspaniały aktor. Kieślowski nie lubił Filipskiego, nie znosił jego poglądów, poza tym bał się, że Filipski siłą swojego talentu zjedna sympatię widza i stanie się w filmie kimś w rodzaju samotnego szeryfa, oblężonego przez wrogi tłum. Wziął innego aktora.